# 幾內亞共和國中央銀行
几内亚共和国中央银行（法語：  Banque Centrale de la République de Guinée, BCRG) 是几内亚的中央银行。该银行位于首都科纳克里。

## 历史
该银行成立于1960年3月1日。奥斯曼·巴尔德(Ousmane Baldé) 于1960 年代担任该银行首位总裁，但他之后于1971年被处决。

## 活动
幾內亞共和國中央銀行推动普惠金融政策，是普惠金融联盟的成员。